# EDNOS
EDNOS ist eine Abkürzung für Eating Disorder Not Otherwise Specified.
Unter diesem Krankheitsbild (spezifiziert unter dem Diagnoseschlüssel 307.50 des DSM-IV und dem Schlüssel F50.9 des ICD-10) werden jene Essstörungen zusammengefasst, die entweder eine Mischform aus Anorexia nervosa, Bulimie und Adipositas darstellen oder nicht eindeutig einer dieser Störungen zuzuordnen sind. Dazu gehören beispielsweise:
- Frauen, die die Kriterien von Anorexia nervosa (Magersucht) erfüllen, aber noch regelmäßige Menstruationsblutungen haben
- wenn alle Kriterien der Anorexia nervosa erfüllt sind, aber trotz deutlichem Gewichtsverlust immer noch Normalgewicht vorliegt (→ Body-Mass-Index)
- wenn eigentlich die Kriterien für Bulimie erfüllt sind, aber „Binge Eating“-Anfälle oder inadäquates Verhalten nach dem Essen seltener als 2x/Woche oder über einen kürzeren Zeitraum als von drei Monaten auftreten
- bei normalem Körpergewicht inadäquates Verhalten nach der Aufnahme normaler Nahrungsmengen (z. B. selbstinduziertes Erbrechen nach dem Essen von zwei Keksen)
- große Mengen von Nahrung werden gekaut und danach ausgespuckt, aber nicht geschluckt.